# Huỳnh Uy Dũng
Huỳnh Phi Dũng (sinh ngày 26 tháng 1 năm 1961), thường được biết đến với tên gọi Huỳnh Uy Dũng, là một nam doanh nhân kiêm chính trị gia người Việt Nam. Ông hiện là Chủ tịch Hội đồng quản trị của Công ty cổ phần Đại Nam.

## Tiểu sử
Huỳnh Phi Dũng, nay là Huỳnh Uy Dũng, sinh ngày 26 tháng 1 năm 1961 tại xã Phước Lộc, huyện Tuy Phước, tỉnh Bình Định. Tuy chưa học hết lớp 12, ông đã nhập ngũ và tham gia Chiến tranh biên giới Tây Nam, phục vụ công tác hậu cần ở Quân khu 5, rồi Quân khu 7, làm nhiệm vụ tiếp tế cho bộ đội ngoài chiến trường.
Sau khi chiến tranh kết thúc, ông chuyển về công tác ở phòng hậu cần Công an Thành phố Thủ Dầu Một, tỉnh Sông Bé. Thời điểm đó, do cuộc sống quá kham khổ, ông đã nghỉ việc và chuyển sang kinh doanh lò vôi, sản xuất các loại vôi quét tường, vôi bột công nghiệp. Sau đó ông được điều làm Giám đốc Công ty sơn mài Thành Lễ (sau này được đổi tên thành Công ty Thương mại Xuất nhập khẩu Thanh Lễ).
Ông từng được bầu làm Chủ tịch Hiệp hội điều Việt Nam Khóa II Nhiệm kỳ 1994 - 1996 nhưng cũng chỉ tham gia trong hai năm 1994 - 1995. Ngoài ra, Huỳnh Uy Dũng còn là đại biểu Quốc hội Việt Nam khóa X thuộc đoàn đại biểu tỉnh Bình Dương.
Trong giai đoạn từ năm 1990 đến 2005, ông Dũng đã xây dựng lần lượt ba khu công nghiệp Sóng Thần 1, 2 và 3. Đồng thời ông cũng là chủ sở hữu của Khu du lịch Lạc Cảnh Đại Nam Văn Hiến tại tỉnh Bình Dương.
Cuối năm 2018, Huỳnh Uy Dũng đã được Đại Học Apollos, một đại học giáo dục từ xa ở Mỹ, trao bằng tiến sĩ danh dự về quản trị kinh doanh.

## Đời tư
Ông lập gia đình với bà Trần Thị Tuyết, con gái ông Ba Thu, Giám đốc Sở Nông nghiệp tỉnh Sông Bé bấy giờ (sau là tỉnh Bình Dương). Hai người có với nhau ba người con, hai trai, một gái. Trong số ba người con, người con trai đầu Huỳnh Trần Phi Long đã từng được ông Dũng giao cho vị trí Chủ tịch Hội đồng quản trị dưới danh nghĩa tại Công ty cổ phần Đại Nam sau khi được đổi tên từ Công ty cổ phần Thanh Lễ.
Năm 2010, ông ly dị bà Trần Thị Tuyết và kết hôn với bà Nguyễn Phương Hằng. Đám cưới chính thức được diễn ra tại Thành Đại Nam vào ngày 8 tháng 6 năm 2010. Năm 2012, bà Hằng đã có cùng ông một con trai tên Huỳnh Hằng Hữu.

## Tranh chấp

### Tranh chấp với Chủ tịch UBND Tỉnh Bình Dương
Vào ngày 21 tháng 10 năm 2013, ông Dũng đã làm đơn tố cáo gửi Thủ tướng và tổng Thanh tra Chính phủ vì cho rằng Lê Thanh Cung - Chủ tịch UBND tỉnh Bình Dương đã làm trái pháp luật khi không phê duyệt quy hoạch chi tiết 1/500 khu đất ở rộng khoảng 61,5 hecta tại khu công nghiệp Sóng Thần 3. Ông Cung đã ký văn bản không cho chủ đầu tư chuyển nhượng quyền sử dụng đất khu đất ở này, không phê duyệt và cũng không trả lời về việc điều chỉnh quy hoạch chi tiết khu công nghiệp Sóng Thần 3.
Đồng thời ông Cung cũng ký quyết định "không cho phép chuyển nhượng đất ở trong khu công nghiệp dưới bất kỳ hình thức nào". Thanh tra Chính phủ Việt Nam đã cho rằng ông Dũng kiện nhầm người. Cũng sau đó UBND Tình Bình Dương đã thu hồi quyết định về việc cho phép thay đổi thời hạn sử dụng đất "khu ở" trong khu công nghiệp Sóng Thần 3 từ "50 năm" sang "lâu dài".
Từ ngày 8 tháng 9 đến ngày 28 tháng 10 năm 2014, tỉnh Bình Dương đã ban hành tới 12 văn bản gửi tới Công ty cổ phần Đại Nam, liên quan tới việc thu hồi quyền sử dụng 61,5 hecta đất ở của công ty. UBND tỉnh Bình Dương khẳng định không hề thu hồi đất khu công nghiệp Sóng Thần 3 mà chỉ thu hồi sổ đỏ cấp sai; còn ông Dũng nói thực chất đó là quyết định thu hồi đất và yêu cầu Bình Dương đền 1.800 tỷ đồng.
Để đáp lại những hành động trên, ông Huỳnh Uy Dũng đã tuyên bố sẽ đóng cửa Lạc Cảnh Đại Nam Văn Hiến từ ngày 20 tháng 11 đến hết ngày 31 tháng 12 năm 2014.

### Tố cáo Võ Hoàng Yên lừa đảo
Vào ngày 1 tháng 3 năm 2021, ông Dũng đã cùng với vợ mình là bà Nguyễn Phương Hằng lên tiếng cáo buộc ông Võ Hoàng Yên với hành vi chữa bệnh bằng cách bấm huyệt, lừa đảo chiếm đoạt tiền cứu trợ lũ lụt, xây chùa mà hai người quyên góp. Ông Yên sau đó cũng đã phủ nhận những cáo buộc trên, đồng thời viết thư đề nghị trả lại tiền cho vợ chồng ông. Dù vậy vợ chồng ông Dũng vẫn từ chối và nói rằng sẽ "tố cáo, vạch trần bộ mặt thật của ông ra cho tới cùng". Cũng trong ngày 31 tháng 3 cùng năm, ông Dũng đã tuyên bố rằng sẽ đòi lại 200 tỷ đồng từ ông Võ Hoàng Yên để đem đi làm từ thiện. Ngày 15 tháng 1 năm 2022, Cơ quan Cảnh sát điều tra Công an Thành phố Hồ Chí Minh quyết định không khởi tố vụ án do không có dấu hiệu phạm tội.

## Hoạt động khác

### Hoạt động từ thiện
Kể từ năm 2015, ông Dũng đã cùng bà Nguyễn Phương Hằng đồng sáng lập Quỹ thiện nguyện Hằng Hữu và sử dụng 100% lợi nhuận của Công ty cổ phần Đại Nam trong khoảng thời gian từ 2014 đến 2030 để phục vụ cho công tác từ thiện xã hội. Quỹ đã liên kết với một số bệnh viện lớn như Bệnh viện Nhi đồng 1, Bệnh viện Chợ Rẫy, Bệnh viện Đa khoa Đà Nẵng thông qua chương trình "Trái tim Hằng Hữu" để tài trợ trang thiết bị và kinh phí mổ tim cho hơn 500 trẻ em nghèo mắc bệnh tim bẩm sinh và não úng thủy trên khắp cả nước mỗi năm. Tuy nhiên, vào ngày 23 tháng 6 năm 2021, quỹ đã đồng loạt gửi công văn đến ba bệnh viện trên về việc tạm ngừng tài trợ các chương trình thiện nguyện từ tháng 10 năm 2021 trước những diễn biến phức tạp của dịch COVID-19 khiến Công ty cổ phần Đại Nam phải tạm dừng tất cả các hoạt động kinh doanh dịch vụ của mình.
Năm 2017, hai người cũng đã tham gia đóng góp, ủng hộ hàng tỷ đồng cho "Quỹ doanh nhân với An ninh trật tự tỉnh Đồng Nai" nhằm giúp đỡ những người đã chấp hành xong án tù và những người đã được giáo dưỡng, trở lại hoà nhập với cộng đồng. Ngày 4 tháng 3 năm 2019, hai vợ chồng đã dành tặng 200 triệu đồng để ủng hộ cho người dân nghèo tại quê nhà Bình Định của ông.

### Quyên góp đất đai
Ngày 12 tháng 5 năm 2021, ông Huỳnh Uy Dũng đã có văn bản gửi UBND tỉnh Bình Dương, bày tỏ nguyện vọng muốn được tặng khu đất có diện tích gần 20.000 mét vuông bao gồm toàn bộ hai khu A38 và A39 gồm 127 lô đất thuộc dự án khu nhà ở Đại Nam do công ty này làm chủ đầu tư tại phường Phú Tân, thành phố Thủ Dầu Một để địa phương tổ chức đấu giá, dự kiến thu về khoảng 500 tỷ đồng, đưa vào làm kinh phí phòng chống dịch COVID-19.
Theo đó, số tiền thu được sau khi đấu giá sẽ dành tặng 40% cho công tác phòng chống dịch tại Bình Dương, 60% gửi tặng tới Ban Chỉ đạo quốc gia phòng chống dịch COVID-19. Trong trường hợp tổng số tiền đấu giá 127 lô đất ít hơn 500 tỷ đồng, công ty sẽ bù thêm số tiền còn thiếu.